# Командування ССО США «Північ»
Командування спеціальних операцій США «Північ» (англ. U. S. Special Operations Command North) (SOCNORTH) — одне з командувань сил спеціальних операцій США і головний орган військового управління для усіх формувань спецоперацій у зоні відповідальності Північного Командування Збройних сил США, котре здійснює безпосереднє керівництво і застосування основних компонентів сил спеціальних операцій, що входять до її складу.

## Призначення
Командування спеціальних операцій «Північ» відповідає за бойову готовність, всебічну підготовку та забезпечення, навчання, тренування усіх компонентів сил спеціальних операцій від армії, повітряних сил, морської піхоти та флоту та планування спеціальних операцій у мирний час та особливий період самостійно або у взаємодії з іншими компонентами Збройних сил США та спецоперацій Канади на території Північноамериканського континенту та навколишніх водах.
Командування ССО США «Північ» підпорядковується командувачу Північного командування ЗС США з питань підтримки визначеного компоненту сил спеціальних операцій у постійній бойовій готовності до виконання завдань спеціальних операцій, особливо в разі природних або техногенних катастроф у взаємодії з департаментом національної безпеки та місцевою владою й владою штатів.